# Global Challenges Foundation
Global Challenges Foundation är en stiftelse grundad av finansmannen László Szombatfalvy 2012.
Stiftelsen arbetar med att öka kunskapen om de största hoten mot mänskligheten och för att påskynda tillkomsten av ett globalt styre starkt nog att hantera dessa. Detta innebär bland annat att undersöka modeller för hur FN skulle kunna utvecklas, samt att initiera nya idéer för en fungerande global governance. Stiftelsen har sitt säte i Stockholm, och i styrelsen sitter bland andra Johan Rockström, Fjärde AP-fondens vd Mats Andersson, och tidigare styrelsemedlemmar omfattar även Folke Tersman, Charlotte Petri Gornitzka samt tidigare utrikesminister Margot Wallström. VD för Global Challenges Foundation är Jens Orback .

## Riskmedvetenhet
Global Challenges Foundation arbetar för att öka medvetenheten om de globala, katastrofala riskerna, för närvarande främst klimatförändring, annan miljöförstöring, och politiskt våld med fokus på massförstörelsevapen. För att öka kunskapen om dessa hos såväl allmänheten som hos beslutsfattare bedriver stiftelsen nära samarbeten med en rad världsledande institutioner, däribland Future of Humanity Institute vid Oxfords universitet med vilka man gav ut rapporten Tolv globala risker som hotar den mänskliga civilisationen vilken fick stort medialt genomslag.
Ett annat riskrelaterat projekt som Global Challenges Foundation drivit, tillsammans med Earth League, är Earth Statement. Klimatuppropet har som mål att minska avståndet mellan vetenskap
och politik, och har i åtta punkter formulerat vad världens beslutsfattare måste enas om för att nå ett framgångsrikt klimatavtal vid COP21. Earth Statement har hittills undertecknats av bland andra Al Gore, Desmond Tutu, Mo Ibrahim, Richard Branson, Arianna Huffington, Gro Harlem Brundtland, Yuan T. Lee och Mary Robinson.
Global Challenges Foundation genomförde i början av 2014 en internationell riskundersökning i nio länder om allmänhetens syn på bland annat klimatförändringar och väpnade konflikter. Undersökningen omfattade Brasilien, Kina, Ryssland, USA, Polen, Tyskland, Indien, Sydafrika och Sverige. Här framgick att man i samtliga länder är överens om att klimatförändringarna är ett hot mot mänskligheten och att myndigheter och andra institutioner har ett ansvar att agera.

## Global Governance
Global Challenges Foundation arbetar med att kartlägga och utveckla fältet global governance. Stiftelsen har som mål att bidra till att tidigarelägga skapandet av ett fungerande globalt styrsystem kraftfullt nog att motverka globala, katastrofala risker. En del i detta är projektet Sammanlänkade risker, sammanlänkade lösningar, som är ett samarbete med Stockholm Resilience Centre vid Stockholms universitet. Rapporten kartlägger existerande sammanlänkade risker som orsakats av människor och undersöker vilka förslag på lösningar i form av global governance som hittills har presenterats inom samhällsvetenskapen.